# Arcidiecéze tuniská
Arcidiecéze tuniská (latinsky Archidioecesis Tunetana) je římskokatolická arcidiecéze, bezprostředně podřízená Svatému Stolci, která zahrnuje celé území Tuniska. Její sídlo je ve městě Tunis, kde se nalézá Katedrála sv. Vincence de Paul.

## Stručná historie
V období antiky byl Tunis sídlem biskupa, v době arabské nadvlády biskupství zaniklo. V roce 1624 papež Urban VIII. zřídil v Tunisu kapucínskou misii, jejíž vedoucí měli od roku 1671 titul prefekt a apoštolský pro-vikář. ROku 1772 papež Klement XIV. svěřil území apoštolským vikářům v Alžíru. Papež Řehoř XVI. roku 1843 zřídil Apoštolský vikariát tuniský, z nějž se stala roku 1884 arcidiecéze Kartágo, přičemž arcibiskupem se stal Charles Martial Lavigerie. Roku 1964 byla tato arcidiecéze zrušena a stalo se z ní titulární sídlo, přičemž vznikla Územní prelatura tuniská. V roce 1995 se stala diecézí, a roku 2010 byla povýšena na arcidiecézi.